# Ovophis okinavensis
L'Ovophis okinavensis és una espècie de crotalí verinós que es troba a les illes Ryukyu del Japó. Actualment no es reconeix cap subespècie.

## Descripció
Els adults solen medir entre 30 i 80 cm de llarg. Cos generalment de color marró verdós pàl·lid, o groguenc-oliva (de vegades marró pàl·lid), amb taques dorsals alternes, marronoses o verdoses més fosques, cadascuna vorejada amb escates groguenques. Cap gran, triangular, diferent del coll, estreta franja postocular fosca.
L'escala inclou: 23 o 21 files d'escates dorsals al mig del cos; 125-135 escates ventrals; 36-55 escates subcaudals aparellades; i 8 (de vegades 7 o 9) escates supralabials.
El patró de color consisteix en un color de fons gris superposat amb una sèrie de bandes creuades de color gris fosc de color negre grisenc. També hi ha un patró ventrolateral de taques negres sobre un fons gris-blanc.

## Noms comuns
Hime habu (ヒメハブ), crotaí d'Okinawa, Okinawa habu (Aquest nom normalment es refereix a Hon habu o simplement Habu: Trimeresurus flavoviridis), kufah. Aquesta serp de vegades es coneix com a Niibuyaa (ニーブヤー) pels habitants d'Okinawa.

## Dieta
Caça de rosegadors i altres vertebrats en zones obertes, especialment en camps de canya de sucre i, de vegades, prop d'habitacions humanes.

## Reproducció
Depenent de les condicions ambientals, les femelles dipositaran els seus ous o els conservaran per incubar internament i donar a llum més tard a cries vives.

## Verí
El verí de l'<Ovophis okinavensis, com el de la majoria dels escurçons, és principalment hemotòxic amb factors de citotoxicitat. Les persones són mossegades quan trepitgen aquesta serp de nit o quan cuiden els cultius de dia. Tot i que el verí d'aquesta serp no sol posar en perill la vida, les persones han de buscar atenció mèdica immediatament si són mossegades. A causa del seu verí relativament feble, no es produeix antiverí.